# هالول
هالول (به انگلیسی: Halwell) یک روستا در بریتانیا است که در Halwell and Moreleigh واقع شده‌است.